# ريكه سكوف
ريكه إرهاردسون سكوف (بالدنماركية: Rikke Erhardsen Skov)‏ مواليد 7 سبتمبر 1980، هي لاعبة كرة يد دانمركية تلعب كظهير أيسر. مثلت منتخب الدنمارك لكرة اليد للسيدات. شاركت في دورة الألعاب الأولمبية الصيفية في أثينا سنة 2004.
إنظمت سكوف إلى نادي فيبورغ في سن المراهقة وظل فريقها الوحيد منذ عام 1994، وحتى اعتزالها عام 2016. وأعلنت عن اعتزالها النشاط الرياضي بعد ان أعلنت عن كونها حاملا في فبراير 2017.
في عام 2011، كانت واحدة من خمسة لاعبي كرة اليد، والمرأة الوحيدة التي حصلت على جائزة الاتحاد الأوروبي لكرة اليد. تم تسليم الجائزة في الذكرى العشرين للاتحاد الأوروبي لكرة اليد للاعبين الذين حققوا أكبر نجاحات على مستوى النادي المحلي وعلى المستوى الدولي.

## مسيرتها الكروية في نادي فيبورغ
بدأت سكوف مسيرتها الكروية في كرة اليد عام 1992، وعمرها 12 عامًا. ولعبت مع فريق أوفيرلوند لكرة اليد حتى انضمت إلى نادي فيبورغ لكرة اليد في عام 1994. فازت سكوف مع نادي فيبورغ بالعديد من الألقاب المحلية والأوروبية. وتشمل إنجازاتها الفوز بدوري أبطال أوروبا لكرة اليد للسيدات أعوام 2006 و 2009 و 2010 ، وكأس الاتحاد الأوروبي لكرة اليد عامي 1999 و 2004، وأربعة كؤوس دانماركية وسبع بطولات دانماركية.

## مسيرتها الدولية
شاركت ريكه سكوف لأول مرة مع منتخب الدنمارك لكرة اليد للسيدات في 28 يوليو 2000، وتم تعيينها كابتن فريق في عام 2007. حصلت على ميدالية ذهبية أولمبية في دورة الألعاب الأولمبية الصيفية 2004 في أثينا وميدالية فضية في بطولة أوروبا لكرة اليد للسيدات 2004. تقاعدت سكوف من كرة اليد الدولية لأول مرة في أبريل 2009، وكانت حينها قد لعبت 107 مباراة وسجلت 296 هدفاً. ولكنها غيرت رأيها في وقت لاحق وشاركت في بطولة أوروبا لكرة اليد للسيدات 2010، حيث حازت على المركز الرابع.
في عام 2011، واصلت اللعب للمنتخب الوطني وشاركت ضمن آخرين في كأس المباريات الودية في كرة اليد ولكن قبل اختيار الفريق لبطولة العالم 2011، انسحبت من الفريق للتركيز بشكل كامل على واجبات نادي فيبورغ.

## الحياة الخاصة
ريكه سكوف مثلية الجنس علنا، والتقت لوتي كيارسكو في فريق كرة اليد كزميلتين في اللعب في نادي فيبورغ لكرة اليد، ودخلتا في شراكة مسجلة، «ولم يخطر ببالهما أبداً إبقاء علاقتهما سرية». ولكن الشريكتين انفصلتا بعد 11 عاما معا في عام 2011، وقد أنجبت كيارسكو ابنتين (كارولاين في عام 2006، وآنا عام 2008 عبر التلقيح الإصطناعي.
أصبحت ريكه سكوف ممرضة في عام 2005.

## الميداليات
| الميدالية | المسابقة                            |
| --------- | ----------------------------------- |
| ذهبية     | الألعاب الأولمبية الصيفية 2004      |
| فضية      | بطولة أوروبا لكرة اليد للسيدات 2004 |

## روابط خارجية
- ريكه سكوف على موقع الاتحاد الأوروبي لكرة اليد (الإنجليزية)
- ريكه سكوف على موقع أوليمبيديا (الإنجليزية)